# Mique Nelson
Mique Nelson est un artiste de décor d'animation. Il est principalement connu pour son travail au sein de studios Disney.

## Filmographie
- 1931 : The Clock Store, décor
- 1931 : The Spider and the Fly, décor
- 1931 : The Fox Hunt, décor
- 1932 : The Bird Store, décor
- 1935 : Cock o' the Walk, décor
- 1936 : Les Trois Petits Loups, décor
- 1937 : Le Vieux Moulin, décor
- 1937 : Blanche-Neige et les Sept Nains, décor
- 1938 : Au pays des étoiles, décor
- 1941 : Le Dragon récalcitrant, décor
- 1946 : La Boîte à musique, consultant couleur

Les informations pour les courts métrages sont issus de Russel Merritt & J.B. Kaufman, Walt Disney's Silly Symphonies